# Andriuki
Andriuki (del ruso: Андрюки) es una stanitsa del raión de Mostovskói del krai de Krasnodar, en Rusia. Está situada en la orilla derecha del río Málaya Labá (en su confluencia con su afluente por la derecha el Andriuk), constituyente del río Labá, de la cuenca del río Kubán, 32 km al sur de Mostovskói y 177 al sureste de Krasnodar, la capital del krai. Tenía 2 779 habitantes en 2010.
Es cabeza del municipio Andriúkovskoye, al que pertenece asimismo Soliónoye.

## Historia
La localidad fue fundada en 1861 por cosacos del Don y cosacos de la Línea del Cáucaso con el nombre Andriukovskaya (o Andriukskaya) e integrada en el otdel de Maikop del óblast de Kubán.